# Лажани
 Тази статия е за прилепското село.  За охридското вижте Лъжани.  За леринското вижте Лъжени.
Лажани (на македонска литературна норма: Лажани) е село в община Долнени на Северна Македония.

## География
Селото е разположено в Прилепското поле, северозападно от град Прилеп.

## История
В XIX век Лажани е село в Прилепска каза на Османската империя. „Етнография на вилаетите Адрианопол, Монастир и Салоника“, издадена в Константинопол в 1878 година и отразяваща статистиката на населението от 1873 година Лаяни (Layani) е посочено като село със 113 домакинства и 175 жители мюсюлмани, 149 българи и 107 цигани.
Според статистиката на Васил Кънчов („Македония. Етнография и статистика“) от 1900 година Лажани е населявано от 120 жители българи християни, 320 българи мохамедани и 200 цигани.
На Етнографската карта на Битолския вилает на Картографския институт в София от 1901 година Лежани е смесено село българи, албанци и турци в Прилепската каза на Битолския санджак със 103 къщи.
Според Никола Киров („Крушово и борбите му за свобода“) към 1901 година Лажани има 180 турски къщи.
В началото на XX век цялото християнско население на селото е под върховенството на Българската екзархия. По данни на секретаря на екзархията Димитър Мишев („La Macédoine et sa Population Chrétienne“) в 1905 година в Лежани има 120 българи екзархисти.
На етническата си карта на Северозападна Македония в 1929 година Афанасий Селишчев отбелязва Лажани като българо-циганско село.
Църквата „Свети Никола“ в Лажани е изградена в периода от 1987 до 1989 година и е осветена на 7 май 1989 година от митрополит Петър Преспанско-Пелагонийски.
Според преброяването от 2002 година Лажани има 1864 жители.
| Националност | Всичко |
| македонци    | 278    |
| албанци      | 108    |
| турци        | 402    |
| роми         | 0      |
| власи        | 0      |
| сърби        | 0      |
| бошняци      | 1054   |
| други        | 22     |

## Личности
Родени в Лажани
- Ипче Ахмедовски (1966 – 1994) – югославски музикант

Свързани с Лажани
- Георгий Попов, български учител, отваря училище в Лажани между 1872 и 1876[9]